# ジャキマチ忍者修行!!
『ジャキマチ忍者修行!!』（‐にんじゃしゅぎょう!!）は、日本のパソコンゲーム製作会社StudioGIW（スタジオギウ）が開発、同社公式サイト並びにベクターなどでダウンロード販売されるWindowsパソコン用アクションゲーム（シェアウェア）である。後述する霜風るみの同人4コマ漫画を原作とした忍者修行を題材とするゲームであり、ダイソーのザ・ゲームシリーズNo.67としても販売された。

## 概要
会社設立（2005年2月1日）以前のStudioGIWによる個人名義としては最後の作品である（通算11作目）。会社設立後の2005年4月、StudioGIWとしては6作品目となるダイソー版が発売された。
1頭身のキャラクター「ジャッキー」を操作し、後をついて来る「マチルダ」と協力してステージ中の障害物を避けながら、手裏剣で的を射て高得点を目指す横スクロールアクションゲームである。マウスの左右ボタンのみを使う単純明快な操作性を持つ一方、プレイした操作内容を記録し動画の様に再生する機能を備える。「完全版」と呼ばれるダウンロード版は全12ステージあるが、ライセンスキー未購入でも序盤2ステージを無制限の「フリーウェア版」として遊ぶことができる。

## 登場キャラクター
この作品のプレイヤーキャラクターであるジャッキーとマチルダは、霜風るみによる漫画同人誌『eyesore』（アイソア）の外伝4コマ漫画『ジャッキー・マチルダ物語』の主役キャラクターである。「アイソア」とは、2つの大きな目がついた球体の身体に細く短い手足が生えた姿の奇妙な生物であり、ジャッキーは水色、マチルダは桃色、と個体により体色が異なる（『eyesore』本編には、他の色のアイソアも登場する）。互いに想い合うジャッキーとマチルダが共に過ごす姿をコミカルに描く作品で、本編に関わらない外伝にもかかわらず人気を得ていた。このゲームに於けるジャッキーとマチルダは普段と異なり、額当て付きの覆面を着けた姿となっているが、これは『eyesore』購入者特典に描かれていた姿である。
ジャッキー（声；阿笠秀也）
プレイヤーの操作キャラクターとなる水色のアイソア。空中での手裏剣投げを得意とする。
マチルダ（声；卯月香苗）
ジャッキーの後ろをついて来る桃色のアイソア。ジャッキーが乗れるほど大きなカエルに変化（へんげ）できる。

## ゲームシステム
プレイヤーはジャッキーを操作して各ステージの「GOAL」と書かれた旗にたどり着くとステージクリアとなる。ステージ上ところどころに置かれたまきびしをジャッキーまたはマチルダが踏むと画面上方のハートが1つ減り、それが全て無くなるとゲームオーバーとなる。
ステージを開始するとジャッキーとマチルダは左へ向かって移動を始める。移動はいわゆる強制スクロールで移動速度や左右位置は変えられない。マウスボタンを左クリックするとジャッキーたちがジャンプし、ボタンを長く押すと滞空時間も伸びる。特徴的な動きとしてジャンプの跳躍と着地の際、マチルダはジャッキーよりやや遅れる傾向がある。
滞空中に左クリックするとジャッキーが手裏剣を投げる。手裏剣の的はいずれも木の板に描かれていて、同心円が描かれ静止している通常の「的」と、黒いアイソア忍者が描かれ上下動する高得点の「敵忍者」の2種類あり、いずれも中心近くに手裏剣を当てるほど高得点となる。手裏剣は数に限りがあり、ステージ中に「青い巻物」を取ると残数が増える。
マウスを右クリックするとマチルダがカエルに変化し、その頭の上にジャッキーが乗る。この状態では上述のまきびしによるダメージを受けなくなるが、代わりにカエル（マチルダ）の背より低い位置には手裏剣を投げられなくなる。カエル変化は、一定時間経過するか右クリックすると解除される。変化には回数制限があり、「赤い巻物」を取るとその回数が増える。
ステージクリア時に「P」キーを押したり、ゲームオーバー時に表示されるダイアログを承諾すると、そのステージに於ける操作内容が保存され、タイトル画面で「P」キーを押すことにより記録した操作内容を再現できる。ハイスコアを達成した際には操作内容が上記とは別に自動で保存され、タイトル画面で「H」キーを押すことにより再生できる。これらのデータはゲーム起動時に選ぶセーブ番号（1〜3）毎に1つずつ保存される。

## ダイソー版
ダイソー版は、ダウンロード版とは異なる難易度の易しいオリジナルステージ5面を収録している。また、エンディング画像も、キャラクターデザインの霜風るみによるダイソー版専用のものになっている。なお、ダイソー「ザ・ゲームシリーズ」では元のゲームとは異なる表題がつけられることが多いが、この作品はそのままの表題で発売された。

## 掲載誌
- 週刊アスキー 517号（2004年11月23日発売）（アスキー・メディアワークス）
- Windows100% 2005年2月号（2005年1月13日発売）（晋遊舎）
- TOEN MOOK No.54「タダで遊ぼう!無料ゲーム傑作大全」（2005年1月25日発売）（桃園書房）ISBN 9784807840076
- テックウィンDVD 2006年1月号（2005年12月8日発売）（エンターブレイン）